# 데빈 돌턴
데빈 돌턴(영어: Devyn Dalton)은 미국의 배우로, 영화 《혹성탈출: 종의 전쟁》(2017)에서 시저의 아들 코닐리어스 역을 연기했다.